# Llanera de Ranes
Llanera de Ranes (en valencien et en castillan) est une commune d'Espagne de la province de Valence dans la Communauté valencienne. Elle est située dans la comarque de la Costera et dans la zone à prédominance linguistique valencienne.

## Géographie

Localisation de Llanera de Ranes
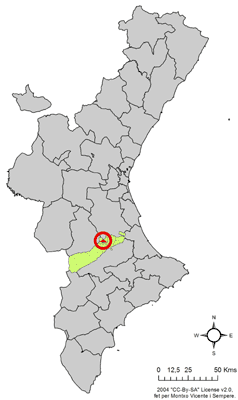
dans la Communauté valencienne.
dans la comarque de la Costera.

Llanera de Ranes est située sur la rive gauche de la rivière Cañoles ; le terrain est relativement plat avec une altitude moyenne de 120 m, formé par des sédiments du miocène.
Depuis Valence on accède à cette localité par l'A-7 espagnole.

### Localités limitrophes
Le territoire communal de Llanera de Ranes est voisin de celui des communes suivantes :
Anna, Canals, Cerdà, Estubeny, La Granja de la Costera, Xàtiva, Rotglà i Corberà, Sellent, Torrella et Vallés, toutes situées dans la province de Valence.

## Démographie
| 1990 | 1992 | 1994  | 1996  | 1998  | 2000 | 2002  | 2004  | 2005  |
| ---- | ---- | ----- | ----- | ----- | ---- | ----- | ----- | ----- |
| 970  | 963  | 1.002 | 1.056 | 1.013 | 992  | 1.136 | 1.059 | 1.056 |

## Administration
Liste des maires, depuis les premières élections démocratiques.
| Législature | Nom du Maire            | Parti politique |
| ----------- | ----------------------- | --------------- |
| 1979-1983   | Luis Perales Ferrando   | UCD             |
| 1983-1987   | Luis Perales Ferrando   | UIL             |
| 1987-1991   | Luis Perales Ferrando   | AP              |
| 1991-1995   | Miguel Martinez i Lluch | UV              |
| 1995-1999   | Miguel Martinez i Lluch | UV              |
| 1999-2003   | Miguel Martinez i Lluch | UV              |
| 2003-2007   | Vicente Sanchis Bonete  | PP              |

### Sources
- (es) Cet article est partiellement ou en totalité issu de l’article de Wikipédia en espagnol intitulé « Llanera de Ranes » (voir la liste des auteurs).